# Вальденбург (округ)
Вальденбург (нем. Waldenburg (Bezirk)) — округ в Швейцарии. Центр округа — город Вальденбург.
Округ входит в кантон Базель-Ланд. Занимает площадь 104,93 км². Население 15 567 чел. Официальный код — 1305.

## Коммуны округа
| Герб          | Коммуна       | Население (2005) | Площадь км² | Официальный код |
| ------------- | ------------- | ---------------- | ----------- | --------------- |
| Арбольдсвиль  | Арбольдсвиль  | 517              | 3,48        | 2881            |
| Бенвиль       | Бенвиль       | 625              | 6,51        | 2882            |
| Брецвиль      | Брецвиль      | 761              | 7,33        | 2883            |
| Дигтен        | Дигтен        | 1513             | 9,64        | 2884            |
| Эптинген      | Эптинген      | 549              | 11,19       | 2885            |
| Хёльштайн     | Хёльштайн     | 2277             | 6,02        | 2886            |
| Лампенберг    | Лампенберг    | 497              | 4,00        | 2887            |
| Лангенбрук    | Лангенбрук    | 1010             | 15,69       | 2888            |
| Лаувиль       | Лаувиль       | 321              | 7,27        | 2889            |
| Лидертсвиль   | Лидертсвиль   | 153              | 1,94        | 2890            |
| Нидердорф     | Нидердорф     | 1778             | 4,41        | 2891            |
| Обердорф      | Обердорф      | 2328             | 6,19        | 2892            |
| Райгольдсвиль | Райгольдсвиль | 1525             | 9,25        | 2893            |
| Титтертен     | Титтертен     | 412              | 3,71        | 2894            |
| Вальденбург   | Вальденбург   | 1301             | 8,30        | 2895            |
|               | Итого (15)    | 15 567           | 104,93      | 1305            |